# Gunnar Samuelsson
Anders Gunnar Samuelsson (* 2. Mai 1927 in Lima; † 4. November 2007 ebenda) war ein schwedischer Skilangläufer und Biathlet.

## Werdegang
Samuelsson, der für den Lima IF startete, gewann als Skilangläufer bei den Olympischen Winterspielen 1956 in Cortina d’Ampezzo die Bronzemedaille mit der Staffel. Zudem errang er in den Einzelrennen den 15. Platz über 15 km und den 11. Platz über 30 km. Bei den Lahti Ski Games 1959 wurde er Dritter über 15 km. Bei schwedischen Meisterschaften siegte er viermal mit der Staffel von Lima IF (1956, 1957, 1959, 1960). Im Jahr 1960 gewann er den Skinnarloppet. Seine Karriere beendete er als Biathlet, wobei er bei schwedischen Meisterschaften einmal den zweiten und einmal den dritten Rang belegte.